# Oryx och Crake
Oryx och Crake (Oryx and Crake) är en dystopisk science fiction-bok av Margaret Atwood, utgiven år 2003. Den riktar kritik mot dagens samhälles besatthet av ungdomlighet och vällevnad. Boken är första delen av en trilogi, och följs av Syndaflodens år och MaddAddam.

## Handling
Boken handlar om Jimmy, eller som han kallar sig själv, The abominable Snowman (Den avskyvärda Snömannen), som överlevt mänsklighetens undergång och nu lever ensam i en närapå obefolkad värld. Han kämpar för att överleva, med både fysiska och psykiska utmaningar. Samtidigt blickar han tillbaka på vad som skapat den värld han nu lever i. Man får återblickar in i Jimmys tragiska uppväxt, bland annat om hur hans mamma inte längre stod ut på forskningsenheten där de levde och lämnade familjen när Jimmy var tonåring.
Boken utspelar sig på jorden i en dystopisk framtid.

## Huvudrollfigurer
Jimmy - som senare kallar sig (The abominable) Snowman. Han är en vanlig kille, son till två forskare i en anläggning där forskarna bor med sina familjer. Han är inte riktigt så smart som hans pappa vill att han ska vara och upplever hela sin uppväxt ett ospecificerat krav om att han inte räcker till. 
Crake - När Jimmy är tonåring börjar en ny kille i Jimmys skola, och genom att Jimmy måste visa honom runt blir de vänner. Crake är smart, betydligt smartare än Jimmy och har stora forskningsvisioner för att förbättra världen. Det är hans mål att skapa ett paradis utan krig eller andra konflikter.
Oryx - är en tjej som är betydligt yngre än Jimmy. Hon var dessutom ett traffickingbarn och som liten såldes från sin by till äldre män. Allteftersom får man se vilken roll Oryx spelat i både Jimmys (Snowmans) och Crakes liv.